# Rhyacophila cruciata
Rhyacophila cruciata là một loài Trichoptera trong họ Rhyacophilidae. Chúng phân bố ở miền Cổ bắc.